# Madagascar: Operation Penguin
A Madagascar: Operations Penguin egy 2005-ös akciójáték, amit Game Boy Advance-re adtak ki és amely a DreamWorks Madagaszkár című filmje alapján készült.

## Játékmenet
A játék a Madagaszkár cselekményét meséli el a pingvinek szemszögéből. Kilenc hónappal A Madagaszkár-pingvinek és a karácsonyi küldetés eseményei után a kommandós pingvincsapat ráébred, hogy New York nem az ő világuk, ezért Kapitány akciót szervez, hogy eljussanak az Antarktiszra. A játékos Közlegényt irányítja, akivel különféle feladatokat kell ellátni a central park-i állatkertben, amiben egy-egy pályán a film négy főszereplője (Alex, Marty, Melman és Gloria) is a segítségére lesz. A történet bemutatja a szökés utáni részeket is, vagyis a hajóra jutást és annak elfoglalását, valamint a Madagaszkáron lévő harcot a fosszák ellen.
A játék elején minden küldetést a pingvinek bázisán kezd a játékos egy rövid ismertetővel, aztán a felszínen mászva, különböző alagutakon át lehet eljutni a különböző pályákra (egy pályára többször is vissza lehet menni). Pályáról pályára haladva fejlődik Közlegény is, különböző mozdulatokat és tárgyhasználatokat (pl. hallal támadás, ellenfelek és gondozók elöli rejtőzés, kólával való repülés) tanul. A pályákon gyűjthető medál pontként, a fejlődés miatt pedig a korábbi pályákra visszatérve további medálok gyűjthetőek.

## Értékelések
Az IGN látogatói 9.1 pontot adtak a játékra a 10-ből. A Gamezone szintén pozitív értékelést adott neki, bár úgy vélték, hogy több és változatosabb minijátékkal jobb lett volna. A Console Gamworld dicsérte a játék szellemes párbeszédeit, és leginkább a fiatal játékosoknak ajánlotta, akik rajongói a filmeknek. A Game Chronicles szintén dicsérte, de önismétlőnek tartotta.

## Fordítás
Ez a szócikk részben vagy egészben  a   Madagascar: Operation Penguin című angol Wikipédia-szócikk fordításán alapul.  Az eredeti cikk szerkesztőit annak laptörténete sorolja fel. Ez a jelzés csupán a megfogalmazás eredetét és a szerzői jogokat jelzi, nem szolgál a cikkben szereplő információk forrásmegjelöléseként.